# Quatuor à cordes de Grieg
Pour les articles homonymes, voir Quatuor à cordes (homonymie).
Le Quatuor à cordes en sol mineur opus 27 est l'unique quatuor à cordes d'Edvard Grieg, composé entre 1877 et 1878.

## Contexte et création
Edvard Grieg compose son quatuor à cordes entre 1877 et 1878. Il est créé le 29 octobre 1878 par le quatuor Heckmann. Il est publié par les éditions Peters en 1879 à Leipzig.
Franz Liszt a notamment entendu cette pièce à Wiesbaden et s'est proposé pour la faire connaître aussi à Rome. Le quatuor a reçu, selon François-René Tranchefort, un accueil « assez inespéré » de par une écriture à la mélodie accompagnée et non plus au contrepoint, et certaines facilités d'écritures ainsi que des « incertitudes formelles ».

## Structure de l'œuvre
L'œuvre comprend quatre mouvements :
1. Poco andante – Allegro molto
2. Romanza
3. Intermezzo allegro molto marcato
4. Presto al saltarello

La durée d'exécution est d'environ trente-quatre minutes.

## Analyse

### Poco andante – Allegro molto
Ce premier mouvement, en 
, est emprunté à une mélodie sur un poème d'Henrik Ibsen, dont le premier violon joue le thème. Ce thème joue le rôle d'unificateur tout au long de l'œuvre. L'Allegro molto qui suit reprend le motif d'introduction en majeur, qui se retrouvera notamment dans la coda. Le développement, pour François-René Tranchefort, est « décousu, souvent maladroit » et a suscité des réserves de la part des commentateurs.

### Romanza
Le deuxième mouvement est de forme A-B-A-B-A, où A est en si bémol majeur, tandis que B est en mineur. Si le thème A est une rêverie pastorale, le thème B est beaucoup plus rythmique et tempétueux.

### Intermezzo allegro molto marcato
On retrouve, dans le troisième mouvement, le thème d'introduction du premier mouvement. La forme est celle d'un scherzo avec une partie centrale à 
.

### Presto al saltarello
Le quatrième et dernier mouvement reprend le thème d'introduction, lui aussi, mais cette fois traité en imitation. Il est d'une forte teneur rythmique.